# Donald III
Pour les articles homonymes, voir Donald.
Donald III (en langue gaélique Domnall mac Donnchada) dit le blond (Domnall Bán), est roi d'Écosse de 1093 à 1094 puis de 1094 à 1097. Il est aussi connu sous les noms Donaldbane, Donald Ban, Donald Bane, et Donald Bain.
Il apparait dans la tragédie de Shakespeare, Macbeth, sous le nom de Donaldbain, le fils cadet de Duncan.

## Origine familiale
Donald III, Domnall Bán ou Donalbane est né avant 1040, lorsque son père, le roi Duncan Ier, est tué dans un combat « à un âge immature ». Sa mère Suthen, est d'origine inconnue, et il a un frère aîné, Malcolm. Un autre frère putatif, Máel Muire, est uniquement attesté par la Saga des Orcadiens, et selon A.A.M. Ducan, cette relation familiale peut être considérée avec scepticisme. Une caractéristique physique peut être envisagée  du fait de son surnom gaélique de « Domnall Bán », Donald « le Blond » c'est-à-dire « le Beau » mais il est communément attribué à l'époque. Après la mort de son père et la prise de pouvoir par Macbeth (mort en 1057), Donald s'est sans doute enfui d'Écosse, mais aucune information relative à lui pendant les règnes de  Macbeth et de Malcolm III n'a été conservée.

## Règnes
À la mort lors d'une embuscade le 13 novembre 1093 près d'Alnwick de Malcolm III et d'Édouard l'aîné des fils nés de son mariage avec Marguerite, fille de Édouard l'Exilé (mort en 1057), les Scots choisissent Donald comme leur roi, les nobles écossais revenaient ainsi à la vieille tradition de la tanistrie en réaction avec la tendance anglophile du règne précédent. La Chronique anglo-saxonne précise qu'il « chasse les Anglais qui avaient été avec le roi Malcolm ». 
En effet Duncan, le fils aîné de Malcolm III par son premier mariage vivait depuis 1072 comme otage en Normandie et en Angleterre et était considéré par les Scots comme de culture anglo-normande. L'élection de Donald III était aussi certainement une réaction contre  Marguerite morte une semaine après son époux et son fils, ses autres fils que Donald III exile comme les Anglais qui avaient émigré dans le pays à la suite de la reine.
Six mois après, Duncan II, avec l'aide de Guillaume II d'Angleterre expulse Donald III en mai 1094. Donald se réfugie dans les Highlands et il rassemble des forces contre le nouveau souverain. Duncan II est incapable d'imposer son autorité en Écosse et doit renvoyer ses chevaliers normands et il est tué lors d'un combat le 12 novembre 1094, lors d'un retour offensif de Donald III, aidé semble-t-il par Edmund, le second fils de Malcolm III et de Marguerite. Edmund semble avoir alors partagé le royaume avec Donald ce dernier étant sans fils sans doute dans la perspective de lui succéder.
Bien que Donald III n'inaugure pas son règne par une expédition de pillage dans le  nord de l'Angleterre, un usage habituel pour un nouveau roi afin de récompenser ses partisans, Guillaume II  cherche à le déstabiliser d'abord en reconnaissant comme roi en exil, Edgar, le plus des vieux des fils survivants de Malcolm III puis en envoyant en 1097 dans le nord Edgar Ætheling à la tête d'une armée installer son neveu et homonyme Edgar sur le trône.
Selon William de Malmesbury, Donald III est tué par le futur roi David d'Écosse.
La version des faits présentés par la « Liste royale » qui prétend que Donald est capturé et aveuglé par le roi Edgar, et qu'il meurt à « Rescobie », en Angus est préférable. Les annales de Tigernach confirment ces faits lorsqu'elles relèvent qu'il est aveuglé en 1099, probablement la date de sa mort. La liste royale indique également qu'il est d'abord inhumé à Dunkeld mais que « Iona détient ses os ». Si c'est exact, il est le dernier roi d'Écosse inhumé à cet endroit. Mais la mention systématique de l'inhumation des rois d'Écosse à Iona est seulement le reflet de prétentions infondées du monastère de l'île.

## Postérité
Le nom de l'épouse de Donald III, s'il a bien été marié, est inconnu, mais il a une fille attestée, Bethóc, épouse de Uchtred de Tynnedale. Hextilda, fille de Bethóc, se marie avec un chevalier d'origine anglo-normande, Richard de Comines. Leur descendance, la famille Comyn, est puissante dans la politique écossaise du XIIIe siècle. Le comte Walter Comyn devient conseiller pendant la minorité d'Alexandre III d'Écosse ; John II le Rouge et son fils John III le Jeune sont importants à l'époque des Guerres d'indépendance de l'Écosse.
Le personnage de « Donalbain »  dans Macbeth de Shakespeare dérive des récits fantastiques de la  « Scotorum historiae » composée en 1527 par Hector Boece (mort en 1536).